# Правый реванш
«Правый реванш» (бел. Правы рэванш) — незарегистрированная белорусская ультраправая организация, основанная 27 ноября 1994 года. Основатели организации вернулись к идее Ницше, Шпеглера и других идеологов радикального Консерватизма и Национализма Западной Европы. Организация использовалась в качестве своей символики черно-красно-чёрный флаг.

## Предпосылки
Славомир Адамович всегда симпатизировал БНФ, однако выступал за создание более радикальной организации. 27 июля (день принятия Декларации о государственном суверенитете Республики Беларусь) 1994 года, белорусские националисты прошлись с факелами по проспекте Франциска Скорины в Минске.
В конце октября 1994 года в интервью гродненской «Погони» Адамович рассказал об организацию «Правый реванш», которая должна была организовываться пятёрками — «активно-силовыми командами». Они обязаны были бы выполнять задании центра, но обладали бы широкими полномочиями на местах. Также Адамович озвучил идею сообщества: борьба с «хастлерами», которые «приняли Беларусь за Рио-де-Жанейро».

## Создание и возрождение
26–27 ноября 1994 года в Витебске проходил съезд белорусских националистов. В акции участвовала более 60 человек. День съезда был приурочен ко дню рождения уроженца региона Владимира Короткевича.
Съезд проходил в художественной галерее Алеся Пушкина. В первый день съезда его разогнала милиция, заявивши, что в здании бомба. Участники съезда отказались расходиться, и правоохранители использовали силу, таким образом, травмировали журналиста витебского издания «Выбор».
Съезд прошёл без препятствий. 27 ноября было объявлено о создании «Правого реванша», а также были приняты патриотические резолюции. Тогда же был разогнан митинг участников съезда около памятника Короткевича. Адамович получил трое суток административного ареста.
В марте 2024 года за инициативы Славомира Адамовича и молодого Вогнеслава Хорватича, был возрожден «Правый Реванш» под названием БНК «Орден Огня» на территории Украины, которая уже имеет ячейки в Европе и Америке, но с небольшими изменениями в идеологии, которые включены ради привлечение новых участников к организации и развитию её. Возрождённая организация всё же является правонаследником «Правый Реванш».

## Деятельность
«Правый реванш» стал слать письма тем, кто, кто казалось их членам, предаёт страну. В письмах они потребовали от адресатов прекратить свою деятельность. Такие письма в конце 1994 года получили, например, редакция «Новой Народной газеты» и Союз поляков Беларуси.
6 февраля 1995 года на собрании региональных команд «Правого реванша» в Минске был дан ответ, в котором поляки были названы «этнополитическими противниками» белорусов. Сообщалось, что перед региональными командами поставлена задача отменить влияние пропольских элементов на белорусский электорат. Польша также критиковалась за то, что кое-когда Армия Крайово немецко-фашистской оккупации уничтожала белорусов. В ответе предупреждалось: «те, кто имел желание возрождать в Беларуси „грязные гешефты“. В таком случае их ждала „вторая Чечня“».
13 марта 1995 года в Минске прошёл литературный вечер Славомира Адамовича, на котором он дал интервью режиссёру Юрию Азарёнку и зачитал ему своё стихотворение «На день создания организации „Правый реванш“». В стихотворении была озвучена идея прихода к власти путём государственного переворота (без крови и жертв).